# Konstandinos Kukidis

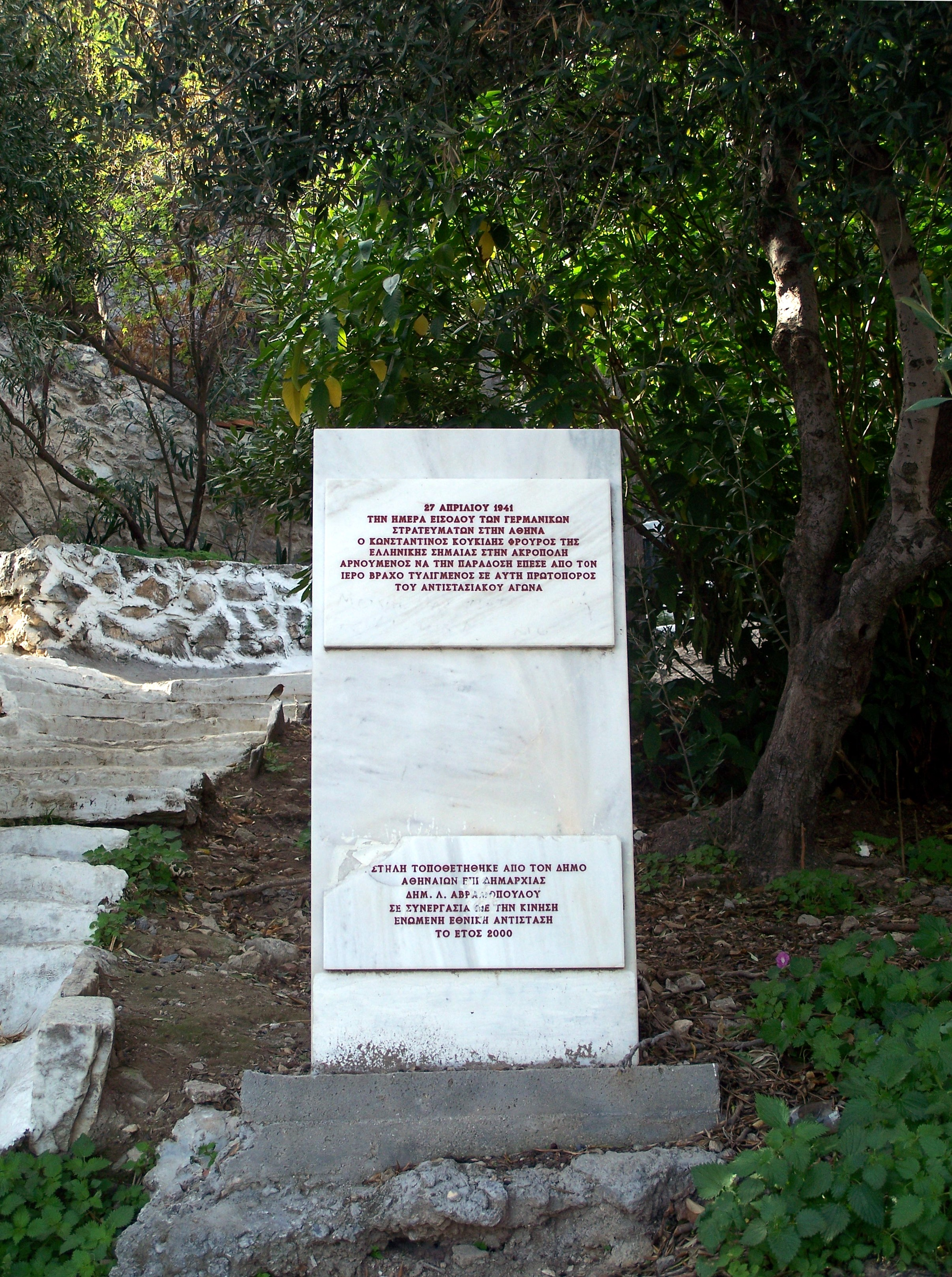
Tablica pamiątkowa u stóp Akropolu

Konstandinos Kukidis (ur. ?, zm. 27 kwietnia 1941) – grecki żołnierz, członek honorowej gwardii ewzonów. Stał na straży greckiej flagi na Akropolu w Atenach 27 kwietnia 1941, w momencie wkroczenia armii hitlerowskich Niemiec. Zasłynął dzięki bohaterskiej obronie powierzonej mu flagi – gdy żołnierze niemieccy nakazali zdjąć mu flagę i zawiesić na jej miejsce niemiecką flagę ze swastyką, on zdjął ją, owinął się nią i skoczył ze skały, ginąc na miejscu.

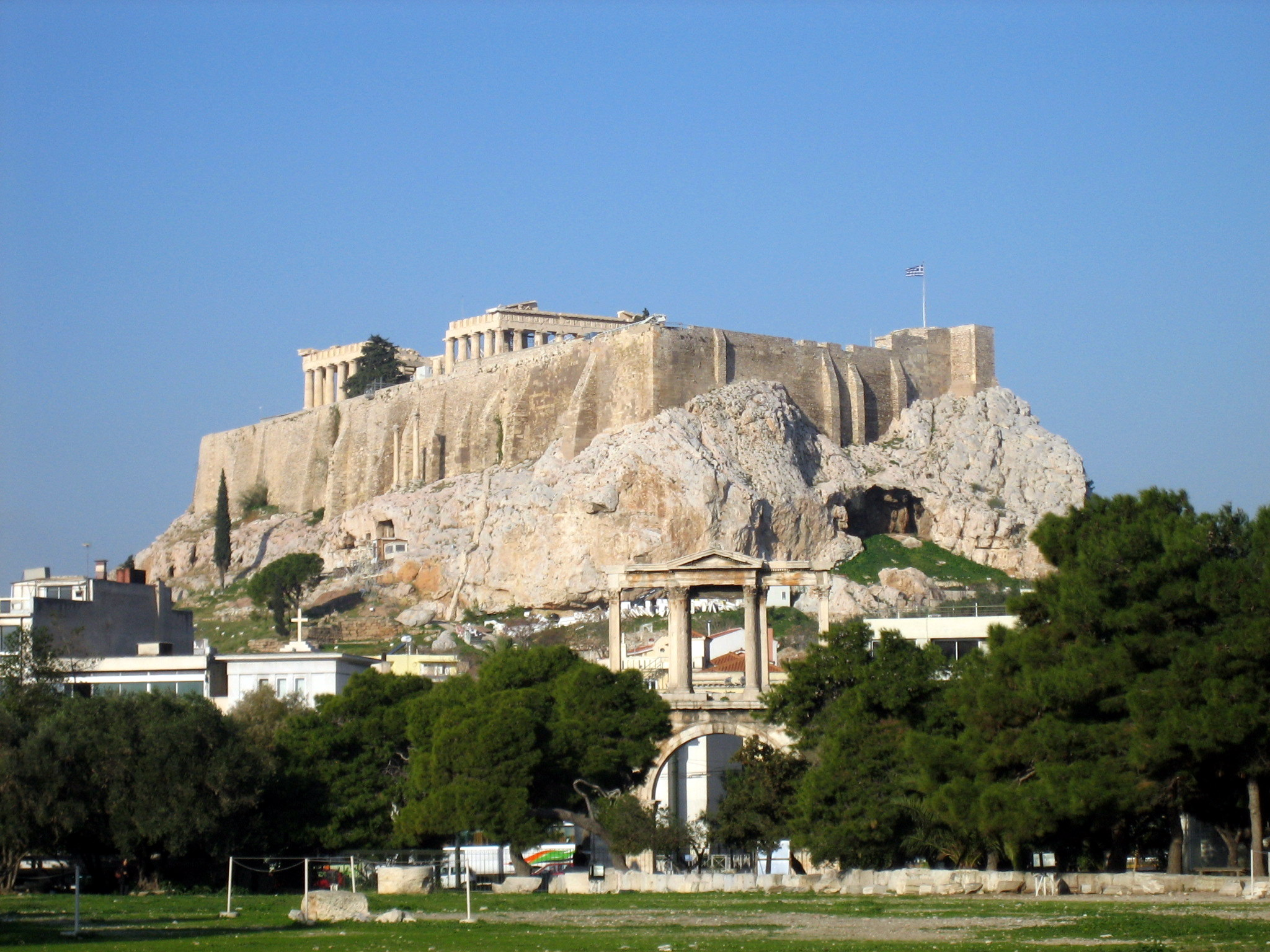
Akropol

W miejscu jego śmierci została umieszczona tablica upamiętniająca jego czyn.